# Estadio (Trolebús de Quito)

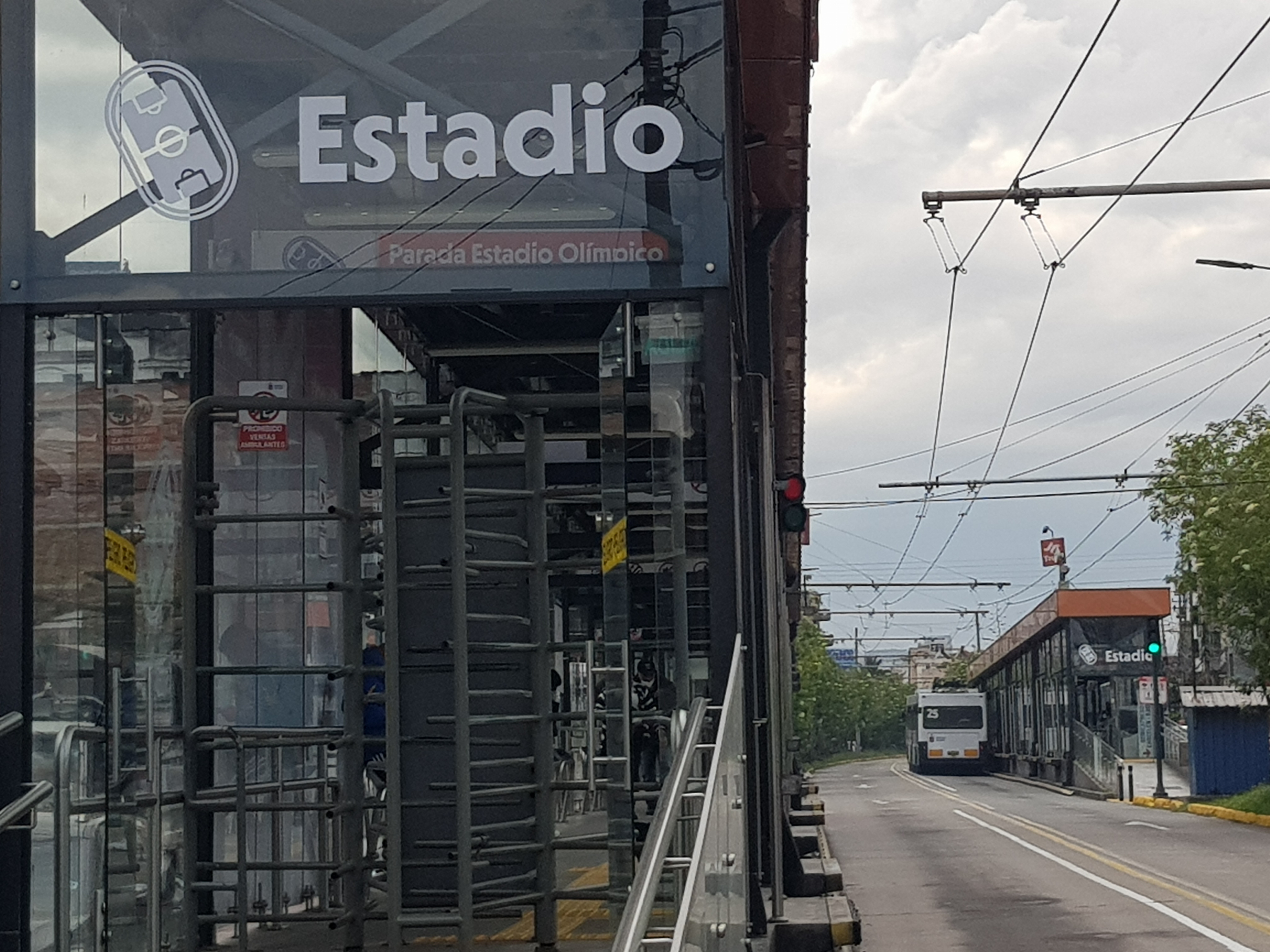
Parada Estadio.

Estadio es la trigésimo cuarta parada del Corredor Trolebús, al norte de la ciudad de Quito. Se encuentra ubicada sobre la avenida 10 de Agosto, entre el bulevar Naciones Unidas y la calle Mañosca, en la parroquia de Iñaquito. Fue construida durante la administración del alcalde Jamil Mahuad Witt, quien la inauguró el 21 de diciembre de 1996, dentro del marco de la tercera etapa operativa del sistema, que venía funcionando desde marzo únicamente hasta la parada Colón.
Recibe su nombre por Estadio Olímpico Atahualpa, y su icono representativo, muestra la silueta del estadio, se puede acceder desde esta estación, caminando hacia el final oriental del bulevar Naciones Unidas. Sirve al sector circundante, en donde se levantan importantes centros comerciales (Caracol, Iñaquito, Naciones Unidas), locales de cadenas de comida rápida, agencias bancarias, así como edificios de apartamentos y oficinas privadas y estatales (Registro Civil del norte, Emelec).